# 白點草䲁
白點草䲁（學名：Clinus latipennis），為輻鰭魚綱䲁形目胎䲁科草䲁屬的一個種，被IUCN列為瀕危保育類動物，分布於東南大西洋南非桌灣至厄加勒斯角海域，背鰭硬棘33-36枚、背鰭軟條8-9枚、臀鰭硬棘2枚、臀鰭軟條20-22枚，體長可達12公分，棲息在潮間帶潮池，雌魚產附著性卵，雄魚會守護卵，幼魚為浮游性，生活習性不明。